# Lausitzer und Mitteldeutsche Bergbau-Verwaltungsgesellschaft
Lausitzer und Mitteldeutsche Bergbau-Verwaltungsgesellschaft (LMBV) is een Duits staatsbedrijf dat zich bezighoudt met het saneren van de voormalige bruinkoolindustrie.
Het bedrijf is volledig in handen van de Bondsrepubliek Duitsland en wordt vertegenwoordigd door het federale ministerie van Financiën.
De LMBV verbetert de kwaliteit van het water van de mijnbouwmeren, stabiliseert hellingen van de mijngroeve, verkoopt de grond en gebouwen van mijnbouwlocaties nadat deze zijn gesaneerd van verontreinigingen.
Het bedrijf zet zich in voor de bestrijding van het verstoppen van de rivier de Spree en de bruine verkleuring van het water ervan.
Het bevordert ook de vestiging van industrie, handel en toeristisch gebruik van de voormalige mijngebieden. De gebouwen van de LMBV omvatten gesloten centrales en overslagcentra van briketten en kolen.
De oprichting, op initiatief van de federale regering en de deelstaten Saksen, Saksen-Anhalt en Brandenburg, was op 9 augustus 1994.
Dit bedrijf is voortgekomen uit een fusie van Lausitzer Bergbau-Verwaltungsgesellschaft (LBV) en Mitteldeutsche Bergbau-Verwaltungsgesellschaft (MBV).
Van de 39 bruinkoolmijnen (dagbouw) die in de vroege jaren negentig in Oost-Duitsland nog in gebruik waren, zijn er zeven geprivatiseerd en 32 ontmanteld en ondergebracht bij LMBV.

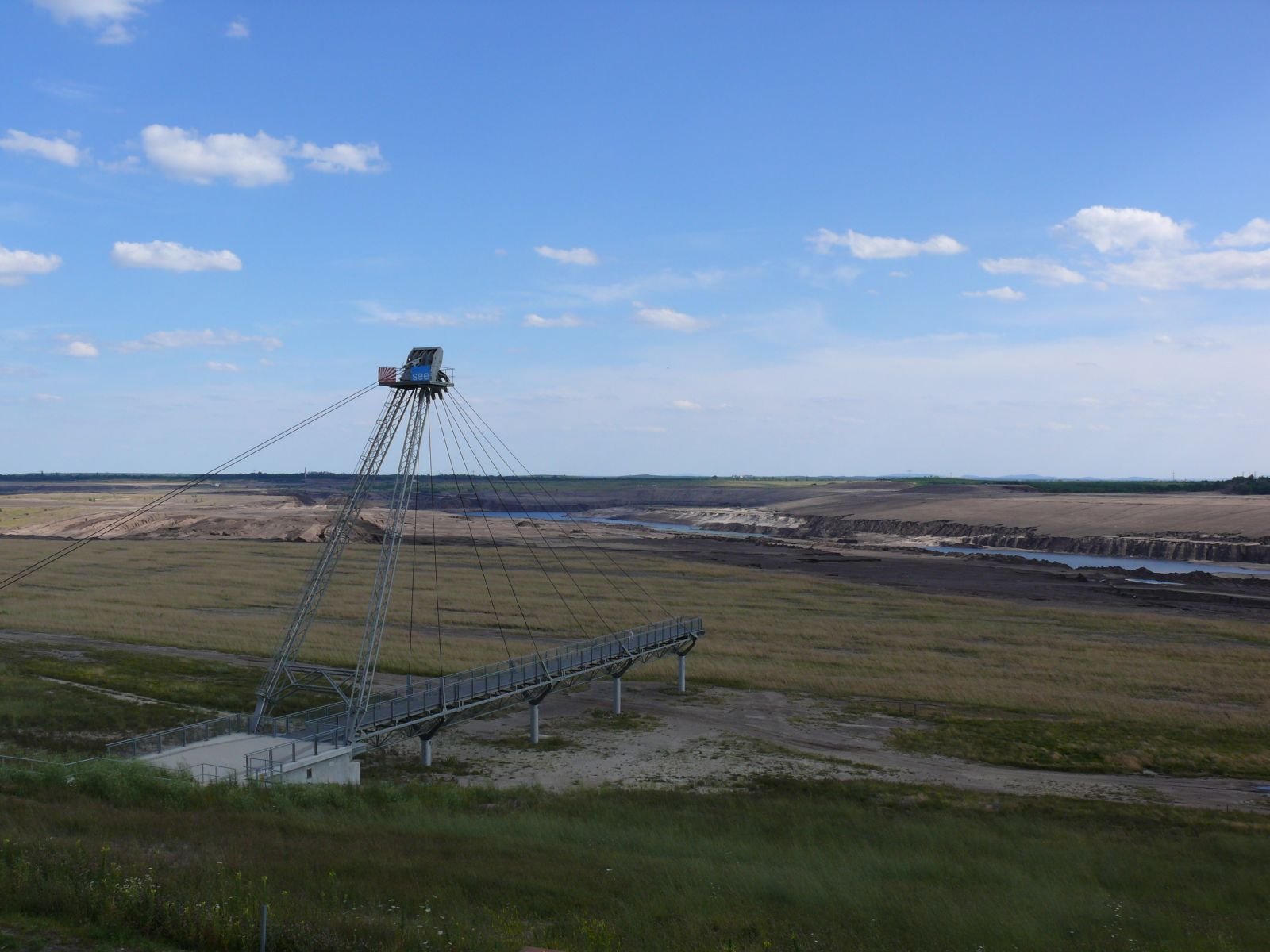
Het ontstaan van het meer de Großräschener See uit dagbouw Meuro, met pier die nog droog staat in 2007. Een project van LMBV.